# Ivan Valant
Ivan Valant (21 de outubro de 1909, data de morte desconhecida) foi um ciclista iugoslavo.
Representando a Iugoslávia, Valant competiu na prova individual e por equipes do ciclismo de estrada nos Jogos Olímpicos de Verão de 1936, disputadas na cidade de Berlim, Alemanha.